# Chaschchasch ibn Said ibn Aswad
Chaschchasch ibn Said ibn Aswad (arabisch خَشْخَاش ٱبْن سَعِيد ٱبْن أَسْوَد, DMG Ḫašḫāš ibn Saʿīd ibn ʾAswad; * in Pechina, Andalusien) war ein maurischer Admiral.
Er führte 859 eine umayyadische Flotte gegen die auf Raubzügen Richtung Sevilla befindlichen Normannen. Die Flotte stoppte die Normannen bei deren Einfahrt in den Guadalquivir, weshalb die Normannen bis 862 stattdessen im Mittelmeer plünderten (u. a. Ibiza).
Einem fast legendären Bericht des arabischen Historikers al-Masudi zufolge gelang es dem von Palos aufbrechenden Chaschchāsch 889 den Atlantik zu überqueren und in Amerika an Land zu gehen. Mit reichen Schätzen sei er im Jahr darauf von dort zurückgekehrt. Die Historizität des Berichts ist allerdings umstritten.
Siehe auch: Entdeckung Amerikas